# Keratella slacki
Keratella slacki är en hjuldjursart som beskrevs av Berzinš 1963. Keratella slacki ingår i släktet Keratella och familjen Brachionidae. Inga underarter finns listade i Catalogue of Life.